# سارة حمدي
سارة حمدي (مواليد 13 مارس 1999) هي لاعبة مصارعة حرة تونسية، شاركت في الألعاب الأولمبية الصيفية 2020 في وزن 50 كج.

## وصلات خارجية
- سارة حمدي على موقع قاعدة بيانات المصارعة الدولية (الإنجليزية)
- سارة حمدي على موقع اللجنة الأولمبية الدولية (الإنجليزية)
- سارة حمدي على موقع أوليمبيديا (الإنجليزية)